# IC 539
IC 539 ist eine Spiralgalaxie vom Hubble-Typ Sc im Sternbild Hydra südlich des Himmelsäquators. Sie ist schätzungsweise 308 Millionen Lichtjahre von der Milchstraße entfernt.
Das Objekt wurde am 9. März 1893 vom französischen Astronomen Stéphane Javelle entdeckt.